# Сомерсет, Джеффри, 6-й барон Реглан
Джеффри Сомерсет, 6-й барон Реглан (англ. Geoffrey Somerset, 6th Baron Raglan; родился 29 августа 1932 года) — британский пэр, бизнесмен и консервативный политик.

## Ранняя жизнь
Родился 29 августа 1932 года. Младший сын Фицроя Ричарда Сомерсета, 4-го барона Реглана (1885—1964), и Достопочтенной Джулии Гамильтон (1901—1971), дочери 11-го лорда Белхейвена и Стентона. Он получил образование в Dragon School, Оксфорд, в Вестминстерской школе и Королевском сельскохозяйственном колледже.
Фельдмаршал Фицрой Джеймс Сомерсет, 1-й барон Реглан (1788—1855), был восьмым сыном Генри Сомерсета, 5-го герцога Бофорта, поэтому лорды Регланл находятся в отдаленной линии наследования герцогства Бофорт.

## Жизнь
После окончания службы в Гренадерской гвардии лорд Реглан с 1954 по 1957 год был стажером группы Rootes Group, инструктором Standard Motor Company в 1957—1960 годах, затем менеджером по продажам, а затем менеджером по маркетингу Lambourn Engineering 1960—1971. С 1971 по 1994 год он был грузоотправителем вина, а с 1994 по 2013 год — страховым брокером.
Он был президентом отделения скорой помощи Ламборн-Сент-Джон в 1964—1981 годах, президентом Ламборнского отделения Королевского британского легиона в 1963—1977 годах, членом Совета графства Беркшир в 1966—1975 годах (председатель подкомитета по охране психического здоровья, председатель детских домов и Подкомитет по детским садам, председатель детских домов, председатель управляющих специальных школ Tesdale & Bennet House). Он был членом окружного совета Ньюбери с 1979 по 1983 год и возглавлял его Комитет по отдыху и удобствам, председатель Стэнфордской консервативной ассоциации с 1984 по 1988 год и снова с 1997 по 2000 год, член Оксфордширского оценочного суда, а затем председатель оценочного суда долины Темзы. с 1987 по 2004 год, член Совета графства Оксфордшир в 1988—1993 годах, председатель Вейл округа Уайт-Хорс Кампании по защите сельской Англии (CPRE) в 2000—2004 годах (и член комитета по настоящее время). Он также является вице-президентом Ассоциации гренадерских гвардейцев Оксфордшира и ливерименом Благочестивой компании скиннеров.
Он унаследовал титул барона Реглана 24 января 2010 года после смерти своего старшего брата Фицроя Сомерсета, 5-го барона Реглана.

## Семья
6 октября 1956 года Джеффри Сомерсет женился на Кэролайн Рэйчел Хилл (1936 — 5 июля 2014), дочери полковника Эдварда Родерика Хилла (1904—1998), от его брака с Рэйчел Хикс-Бич (1904—1983) . У них было трое детей, две дочери и сын:
- Достопочтенная Белинда Кэролайн Сомерсет (родилась 9 февраля 1958 года), получила образование в школе Святого Гавриила, Ньюбери, школе Шатлард, Брэдфилд-колледже, основатель и директор по связям с общественностью, вышла замуж в 1989 году за Николаса Ганта Бойда, старшего сына коммандера Кристофера Бойда.
- Достопочтенный Артур Джеффри Сомерсет (27 апреля 1960 — 25 июля 2012), получил образование в Dragon School, Оксфорд, и Брэдфилд-колледже. Женился в 2001 году на Тани Арабель, единственной дочери Роджера Брума. Он был основателем и генеральным директором Mask Event Design & Production (1988—2008), президентом International Special Events Society UK & Europe (2002—2004), региональным вице-президентом Europe, Middle East and Africa (2004—2005), председателем Trellech Conservatives с 2011 года[5]. Их дети:
  - Иниго Артур Фицрой Сомерсет (родился 7 июля 2004), ныне наследник баронства
  - Иво Джеффри Артур Тарсус Сомерсет (родился 6 июля 2007)
  - Уна-Вита Олвен Филлис Кэролайн Сомерсет (родилась в феврале 2010)
- Достопочтенная Люси Энн Сомерсет (родилась 8 февраля 1963 года), получила образование в школе Святого Гавриила в Ньюбери, вышла замуж в 1998 году за Ричарда Скотта Уотсона и имеет трех детей: Рейчел Элизу (род. 2000), Джорджа Энтони (род. 2002), Тео Алана (род. 2004).

## Собственность
Семейным резиденцией был Сефнтилла-Корт, Лланденни, в Монмутшире . Надпись над крыльцом, датированная 1858 годом, гласит: «Этот дом с 238 акрами земли был куплен в 1623 году друзьями, поклонниками и товарищами по оружию покойного фельдмаршала лорда Реглана и подарен им его сыну и его наследникам навсегда в память о нежном отношении и уважение». 5-й барон Раглан завещал Сефнтиллу сыну своей сестры, а не наследникам баронства. Завещание оспаривалось достопочтенным Артуром Сомерсетом, сыном и наследником Джеффри Сомерсета, но после его смерти 25 июля 2012 года спор был урегулирован.